# Jiangshi
Cette page contient des caractères spéciaux ou non latins. S’ils s’affichent mal (▯, ?, etc.), consultez la page d’aide Unicode.
Un jiangshi (chinois simplifié : 僵尸 ; chinois traditionnel : 殭屍 ; pinyin : jiāngshī ; Wade : chiang¹-shih¹ ; EFEO : tchienk-che ; cantonais Jyutping : goeng¹-si¹) est dans le folklore chinois un cadavre partiellement animé, susceptible de se déplacer par bonds, mû par sa propre énergie ou la magie d’un maître taoïste. Il s’avère souvent dangereux car il peut être tenté de dévorer les vivants ou de se nourrir de leur souffle vital. Dans les dernières décennies du XXe siècle, il a acquis la capacité de se nourrir de sang à l’imitation des vampires occidentaux. Après avoir été exploité par la littérature fantastique de l'époque mandchoue, le jiangshi a connu une seconde période de gloire grâce au cinéma hongkongais des années 1980. Le thème a alors connu toutes sortes de traitements lui faisant perdre son aspect sinistre : jouets, vignettes, motifs décoratifs de papeterie scolaire, films pour enfants, etc. On retrouve des personnages similaires dans de nombreux jeux vidéo asiatiques.

## Aspect

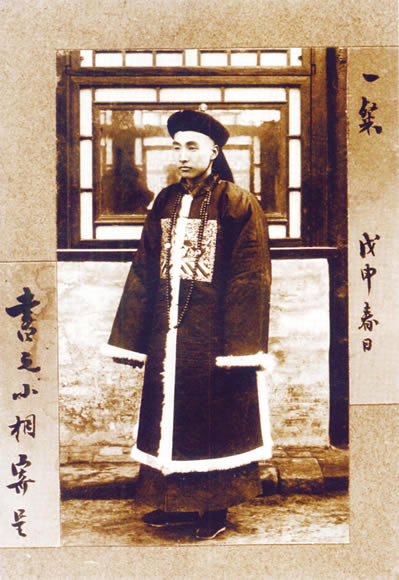
Tenue officielle d'un mandarin de la dynastie Qing, que les jiangshi portent habituellement dans leurs représentations.

Sa représentation typique au XXIe siècle est celle que lui a donnée le cinéma : costume de mandarin mandchou (ou de dame du palais pour les plus rares jiangshi féminins), yeux cernés ou lunettes noires (clin d'œil à Pu Yi) pour cacher ses yeux rouges, visage anormalement pâle, joues parfois fardées (maquillage mortuaire) ; il a souvent les mains griffues, des crocs, parfois une langue pendante ou les cheveux épars. Un talisman de papier jaune par lequel le maître taoïste le contrôle est collé sur son front. Il se déplace par bonds, les bras tendus en avant.

## Origines
Le mythe du jiangshi se base sur les théories naturalistes traditionnelles concernant le fonctionnement du corps, et l’influence que l’environnement exerce sur lui par l’intermédiaire des souffles, du taiji et du feng shui.
Selon un ancien concept repris par le taoïsme, dans le corps humain résident trois forces spirituelles (hun) et sept forces vitales (po) (en) (三魂七魄). Le phénomène du cadavre animé peut s'expliquer par le fait que ces forces vitales n'ont pas entièrement quitté le corps. Selon Yuan Mei (袁枚), auteur du XVIIIe siècle, si les hun sont responsables des aspects spirituels et de l’intelligence, un corps habité par les seuls po est bête et méchant. Une autre explication est l'excès de souffle yang ou au contraire yin. Un évènement inhabituel lors de la veillée funèbre, comme des éclairs ou un chat sautant sur le cercueil, peuvent causer la formation d’un jiangshi, encore appelée « transformation de cadavre » bianshi (變屍). La possession par un esprit est plus rarement envisagée.
Un autre type de jiangshi potentiel est le cadavre qui ne se décompose pas normalement. La coutume funéraire la plus générale en Chine est celle du double enterrement. Au bout d’un temps jugé suffisant pour que le corps soit à peu près réduit à l’état de squelette, les os sont déterrés et replacés dans une tombe définitive. Bien qu’un cadavre non putréfié au moment du rassemblement des os soit parfois interprété comme un signe de sainteté ou de vertu du défunt, ce n’est pas toujours le cas, particulièrement quand il s’agit d’un mort anonyme. La décomposition imparfaite signale un mauvais fengshui de la tombe, et un cadavre placé dans un mauvais fengshui peut générer un effet négatif ou subir des transformations anormales. 

### Les convoyeurs du Hunan
Une tradition orale de l’ouest du Hunan appelée « déplacement d’âmes » yiling (移靈) ou « marche de cadavres » xingshi (行屍) est liée au mythe du jiangshi. On prétend que les maîtres taoïstes maoshan des comtés de Yuanling, Luxi, Chenxi et Xupu étaient capables de ramener les cadavres des gens morts en déplacement pour qu’ils reçoivent sépulture dans leur village. Ils les convoyaient de nuit, parfois reliés entre eux par une corde, chacun portant un talisman collé sur le front. Le maître taoïste en tête agitait une clochette ou frappait dans un gong pour éloigner les mauvais esprits et avertir les éventuels voyageurs nocturnes du passage du convoi. Ils devaient trouver un abri avant le lever du jour. Une fois à l’intérieur, les daoshi retiraient les talismans qui permettaient aux corps de se déplacer, et les appuyaient debout contre le mur jusqu’à la tombée de la nuit où ils reprenaient la route. Contrairement à ces cadavres dociles, au cinéma où le jiangshi est une créature dangereuse, le talisman sert à le maintenir immobile.

## Littérature
Le thème littéraire du jianshi apparait dès le milieu de la dynastie Ming, mais c’est sous les Qing qu’il est développé. Deux ouvrages, en particulier, constituent une somme du folklore en la matière : Ce dont Confucius ne parle pas ou Zibuyu (子不語)  de Yuan Mei (袁枚) (1716-1797) et Notes du salon des petites herbes ou Yueweicaotang biji (閱微草堂筆記) de Ji  Xiaofeng (紀曉嵐) (1724-1805). Yuan Mei rapporte que les essences du soleil et de la lune peuvent transformer les jiangshi en différentes sortes de démons : jiangshi violet, blanc, vert, velu, volant, etc. Parfois certains deviennent démons de la sécheresse ba (魃) ; il prétend que dans certaines régions, lors d'une longue période sans pluie, on traque les cadavres anormalement raides ou trop bien conservés et on les brûle.

## Protections contre les jiangshis
Tout ce qui éloigne les fantômes et les mauvais esprits marche aussi avec les jiangshis : miroir, taijitu, bagua, branche de pêcher, tamis, balais, clochette, Yijing ou autres livres de divination, épée de maître taoïste. Il existe d’autres protections plus spécifiques : riz, haricots de couleur rouge, équerre ou règle d’ébéniste (qui fabrique les cercueils), marteau de tailleur de pierre (qui fabrique les pierres tombales), sang de poule, urine de daoshi ou d’enfant. On peut aussi se munir de noyaux de datte, à condition d’être capable de les placer dans les orifices naturels du cadavre pour les boucher. Le jiangshi est parfois considéré comme aveugle, mais sent le souffle des vivants ; il peut donc être utile de retenir son souffle à proximité d’un spécimen actif. La solution définitive, selon Yuan Mei, reste le feu.

## Culture populaire
- Des jiangshi (kyonshis) apparaissent dans le manga / anime Shaman King ainsi que dans de nombreux jeux vidéo asiatiques (exemples : Nightwalker, un sans-cœur de Kingdom Hearts 2, ainsi que le personnage de Hsien-Ko (Lei-Lei) dans la saga Darkstalkers).
- L’aspect physique de Chaozu, personnage de Dragon Ball, s’inspire de celui d’un jiangshi.
- Les Pionpi, ennemis du jeu vidéo Super Mario Land qui apparaissent dans le Royaume Chai, sont basés sur les jiangshi.
- Bongun et Munak du jeu Ragnarök Online sont des jiangshi apparaissant dans les souterrains.
- Dans Ten Desires, le 13e jeu de la série des Touhou Project, Yoshika Miyako, le troisième boss de niveau, est un jiangshi.
- Dans Rosario + Vampire, Deshiko Deshi est un jiangshi.
- Dans Crocodile Fury, Cooper fait appel à des jiangshi pour dominer le monde.
- Dans Castlevania: Order of Ecclesia, Jiang-Shi est un boss bonus se déplaçant par petits bonds et étant décrit comme venu d'Orient.
- Dans Darkstalkers, Hsien-Ko est une jiangshi.
- Dans Fear Effect 2: Retro Helix, se déroulant en Chine, on peut rencontrer un groupe de jiangshi dans la ville de Xi'An.
- Dans le jeu Genshin Impact, Qiqi est un jiangshi.
- Dans Dofus, les monstres Jiangshi-Nobi font référence aux jiangshi.
- Dans Disgaea 7 : Vows of the Virtueless de NIS, la jiangshi est une classe monstre.
- Dans Les 81 Frères de Romain d'Huissier, roman français de fantasy urbaine paru en 2015, le héros Johnny Kwan — exorciste hongkongais — affronte plusieurs goengsi[2].
- Ils sont des ennemis fréquents dans le dlc "le cauchemar à North Point" du jeu Sleeping Dogs.